# Professor Layton und die Schatulle der Pandora
Professor Layton und die Schatulle der Pandora (japanisch レイトン教授と悪魔の箱, Reiton-kyōju to Akuma no Hako) ist ein im November 2007 in Japan und im September 2009 in Europa erschienenes Rätselspiel für den Nintendo DS. Es ist der zweite Teil der Professor-Layton-Reihe. In Japan wurde das Spiel Ende 2018 für Mobilgeräte in HD veröffentlicht, in Deutschland im Juni 2019.
Die Schatulle der Pandora ist der erste Teil der Reihe, welcher für seine Veröffentlichung im europäischen Markt eine vollständige Sprachsynchronisation für jede unterstützte Sprache erhielt. In der deutschen Fassung wird so der namensgebende Professor Hershel Layton vom Synchronschauspieler Mario Hassert vertont. Sein Lehrling Luke Triton wiederum bekam seine Stimme von Sophia Längert.
Gefolgt wurde das Spiel 2008 von Professor Layton und die verlorene Zukunft.

## Handlung
Im zweiten Abenteuer hat Professor Layton einen Brief von seinem Kollegen und Mentor, Dr. Andrew Schrader, erhalten, in dem dieser die Gefahren einer Schatulle beschreibt, die jeden tötet, der sie öffnet. Er bittet Professor Layton, nach dem geheimnisvollen Gegenstand zu suchen, falls ihm selbst etwas zustoßen sollte.
Professor Layton und Luke machen sich sofort auf, um Dr. Schrader zu besuchen. Als sie jedoch in die Wohnung eintreten, finden sie Dr. Schrader tot am Boden liegend vor. Layton beschließt, den Tod seines Mentors aufzuklären. In der Wohnung findet sich eine erste Spur: eine Fahrkarte für den luxuriösen Molentary Express.
Und so treten unsere Freunde eine Reise ins Ungewisse an, dabei müssen Professor Layton und sein Gehilfe Luke Unmengen von Rätseln lösen, um die Wahrheit über den Tod Dr. Schraders und die mysteriöse Schatulle der Pandora herauszufinden.
Zunächst befragen sie Fahrgäste und Personal des Zuges, bis sie herausfinden, dass sich auch die aus dem Vorgängerspiel Professor Layton und das geheimnisvolle Dorf bekannte Flora Reinhold an Bord geschlichen hat. Darauf folgt der erste Halt in dem kleinen Dorf Dropstone, das gerade den fünfzigsten Jahrestag seiner Gründung feiert, die offenbar unter ziemlich mysteriösen Umständen stattfand. Außerdem werden Luke und der Professor nun mit dem Gerücht konfrontiert, dass der Molentary Express manchmal in einer „Phantomstadt“ hält, welche in keiner Karte verzeichnet ist. Außerdem steigt hier Katia, die Tochter des angesehensten Mannes des Dorfs, Sir Anderson, ohne dessen Wissen in den Zug ein.
Nach der Weiterfahrt verschaffen sich die Helden entgegen dem ausdrücklichen Verbot des Schaffners Zugang zum „Luxuswagen“ – mit Folgen. Dieser wird in einem dunklen Tunnel vom Rest des Zugs abgekoppelt und ändert die Route. Er fährt zur Phantomstadt Folsense. Weiterhin hat auch Inspector Chelmey, der über den Tod Dr. Schraders ermittelt, die Stadt erreicht, und Beluga, der Gründer des Molentary Express, beginnt seinerseits, nach der Schatulle zu suchen.
Nach einiger Zeit in der Stadt glaubt Inspector Chelmey, den Täter gefunden zu haben. Er verdächtigt den Schaffner und Neffen Belugas, Sammy Thunder. Der Professor kann diesen jedoch entlasten und überführt stattdessen Flora. Bei ihr handelt es sich jedoch in Wirklichkeit um den verkleideten Erzfeind Don Paolo, welcher in Dropstone mit der echten Flora den Platz getauscht hatte. Allerdings stellt sich auch heraus, dass er zwar die Schatulle gestohlen, Dr. Schrader aber nicht ermordet hat. Die Schatulle soll den Besitzer zum Vermögen der Adelsfamilie Herzen führen. Beluga wollte sie haben, da er der Sohn des Herzogs ist. Da er der Stadt allerdings vor fünfzig Jahren den Rücken gekehrt hatte, sind die Einwohner nun dagegen. Als Luke und Layton die Schatulle schließlich öffnen, ist sie leer.
Nach einigen weiteren Ermittlungen meinen Luke und der Professor, nur weiterzukommen, wenn sie das Schloss der Herzens aufsuchen. Allerdings fürchtet sich die ganze Stadt vor einem dort lebenden Vampir. Dort treffen sie auf Anthony, den älteren Sohn des verblichenen Herzogs, der seltsamerweise noch genauso aussieht wie auf einem Foto vor fünfzig Jahren. Nachdem er sie zunächst freundlich empfängt, gibt er sich in der Nacht als vermeintlichen Vampir zu erkennen, der sie fesselt. Sie können sich aber befreien. Professor Layton will allerdings nicht fliehen, ohne den Mord an Dr. Schrader aufgeklärt zu haben. Schließlich trifft er Katia, und die Wahrheit kommt ans Licht.
Der Herzog von Folsense war besessen vom Abbau von Edelmetallen. Daher kümmerte er sich weder um das Wohl seiner Stadt, noch seiner Söhne, was dazu führte, dass Beluga, der jüngere der beiden Söhne, die Stadt verließ. Der ältere Sohn Anthony blieb. Eines Tages brach eine mysteriöse Seuche aus. Immer mehr Einwohner verließen Folsense und gründeten Dropstone. Schließlich ging auch Anthonys Verlobte Sophia, worauf dieser schwer verbittert zurückblieb. In den mehr als fünfzig Jahren, in denen Anthony alleine war, hatte er immer auf eine Antwort von Sophia gewartet, da er herausgefunden hatte, dass sie nun in Dropstone lebte. Er wusste nicht, dass sie bereits geantwortet hatte, er diese Antwort nur noch nicht in seinen Besitz gebracht hatte. Anthony hatte immer geglaubt, dass Sophia ihn betrogen hatte und ihn wegen eines anderen Mannes verlassen hatte. Katia gibt ihm jedoch zu verstehen, das es nie so gewesen war und Sophia immer nur von Anthony gesprochen hatte und auch sie damit beauftragt hat, ihren Großvater zu suchen. Er gab sich absichtlich als Vampir aus, um Räuber vom Schloss fernzuhalten.
Als er Katia sieht, hält er sie für Sophia und glaubt, sie habe ihn wegen Layton verlassen, weshalb er diesen angreift. Im Verlauf des Kampfs wird das baufällige Schloss zerstört, und die Trümmer verschließen das unterirdische Bergwerk. Aus diesem war ein halluzinogenes Gas ausgetreten, welches die Seuche verursacht und auch alle Besucher über Folsense getäuscht hatte. In Wirklichkeit war die Stadt schon sehr verfallen und Anthony ein Greis. Katia stellt sich als Anthonys Enkelin heraus. Sophia hatte die Stadt nur verlassen, weil sie schwanger war und das Kind keiner Gefahr aussetzen wollte. Ihre Tochter war Katias Mutter, die bei Katias Geburt verstarb. Auch Sophia lebt inzwischen nicht mehr.
Man erfährt nun auch die Wahrheit über die Schatulle der Pandora. Anthony hatte in ihr einen Brief an Sophia gesandt, welcher sich in einem Geheimfach befand. Das sichtbare Fach enthielt jedoch, da es aus Folsene kam, das halluzinogene Gas. Da alle, die die Schatulle öffneten, den Tod fürchteten, ließ das Gas diese Einbildung wahr werden. Die Helden öffnen schließlich das Geheimfach und Anthony stellt fest, dass es nicht sein Brief ist, der sich darin befindet. Sophia hatte die Schatulle doch erhalten, den Brief gelesen und eine Antwort zurückgelegt. Darin erklärt sie Anthony die ganze Wahrheit, dass sie immer nur ihn geliebt habe und nun hoffe, Anthony im Leben nach dem Tod wiederzusehen. Dieser erklärt jedoch, noch ein wenig warten zu wollen, um Zeit mit seiner Enkelin verbringen zu können.
Auf der Rückfahrt finden Luke und der Professor Flora unversehrt wieder. Außerdem erfahren sie aus der Zeitung, dass Dr. Schrader gar nicht tot, sondern nur in eine sehr tiefe Bewusstlosigkeit gefallen sei, von der er sich nun erhole.

## Rätsel
Insgesamt gibt es im zweiten Teil der Serie 153 Rätsel, die es zu lösen gilt. Einige dieser Rätsel sind Teil der Handlung und müssen gelöst werden, um im Spiel voranzukommen, andere können auch nach Beendigung des Spiels gelöst werden. Diese Rätsel werden in das Haus einer älteren Dame übertragen.
Für die Lösung der Spiele werden Pikarat genannte Punkte vergeben. Das letzte Rätsel ist 80 Pikarat wert, durch dieses Rätsel wird die Geheimtür (also die zweite Öffnung der Schatulle) geöffnet.
Schafft der Spieler es nicht, ein Rätsel zu lösen, kann dieser sich mit der Hilfe von Hinweismünzen bis zu drei Hinweise geben lassen. Bei vielen der Rätsel handelt es sich um altbekannte Spiele, wie etwa die Türme von Hanoi, Solitär oder das Springerproblem.
In dieser Folge gibt es zusätzliche interne Rätsel, so muss man einem Hamster helfen, Gewicht zu verlieren, indem man in einem Feld verschiedene Futtergegenstände verteilt. Hat sich der Hamster genug bewegt, hilft dieser bei der Suche von Hinweismünzen. Außerdem kann man Teesorten mischen und diese anderen Spielcharakteren anbieten. Ferner müssen Teile einer Kamera zusammengesetzt werden; hat man das geschafft, eröffnet sich ein weiteres Minispiel, in dem Unterschiede auf Bildern erkannt werden müssen.

## Hauptcharaktere
- Professor Layton: Zwei Dinge schätzt der Professor über alles: ein gutes Rätsel und einen feinen Tee. Er ist ein erfahrener Archäologe und sehr begabter Fechter.

- Luke: Als selbsternannter Lehrling des Professors ist Luke meist höflich und besonnen, nur ab und zu wird er wie alle Jungen in seinem Alter etwas temperamentvoll. Lukes erstaunlicher Umgang mit Tieren macht ihn oft zum Mann der Stunde.

- Flora: Flora, einzige Tochter eines reichen Barons, folgt Luke und dem Professor bis in den Molentary-Express. Sie ist begeisterte Hobbyköchin, doch oft stellen ihre Kreationen auch die tolerantesten Gaumen auf eine harte Probe.

## Bonus
Mit Fortschreiten im Spiel kann man Bonusmaterial freischalten, welches im Startmenü ausgewählt werden kann. Diese sind:
- 2500 Pikarat → Figurenprofile
- 3000 Pikarat → Illustrationen
- 3500 Pikarat → Spielmusik
- 4000 Pikarat → Figurenstimmen
- 4500 Pikarat → Videosequenzen

Die Maximalpunktzahl kann jedoch nur durch Lösen der Bonusrätsel erreicht werden, die teilweise 99 Pikarat wert sind, wie z. B. das Rätsel im "Haus der Verliebten" oder das "Springerproblem 4", das ein 8×8-Spielfeld bereitstellt.
Außerdem war es bis Mai 2014 möglich, wöchentlich neue Rätsel per WLAN-Verbindung über die inzwischen eingestellte Nintendo Wi-Fi Connection herunterzuladen.
Weiterhin gibt es im Spiel die Rubrik „geheime Türen“, welche man mit den Codes des ersten bzw. des dritten Spiels öffnen kann. Dahinter verbirgt sich hier ein Schiebepuzzle.

## Wertungen
Spieletipps 89 %

Nintendo-Online 9/10